# Pure Rock Fury
Albums de Clutch
Jam Room
(1999) Blast Tyrant
(2004)
Pure Rock Fury est le cinquième album du groupe américain de stoner rock Clutch, publié le 13 mars 2001, par Atlantic Records.

## Liste des chansons
Toutes les chansons sont écrites et composées par Clutch.
| No  | Titre                                                            | Durée |
| --- | ---------------------------------------------------------------- | ----- |
| 1.  | American Sleep                                                   | 4:18  |
| 2.  | Pure Rock Fury                                                   | 3:21  |
| 3.  | Open Up the Border                                               | 3:45  |
| 4.  | Careful With that Mic...                                         | 3:27  |
| 5.  | Red Horse Rainbow                                                | 5:58  |
| 6.  | The Great Outdoors!                                              | 3:47  |
| 7.  | Smoke Banshee                                                    | 3:33  |
| 8.  | Frankenstein                                                     | 5:41  |
| 9.  | Sinkemlow                                                        | 3:55  |
| 10. | Immortal (reprise de Mountain et de Baby I'm Down (Leslie West)) | 3:39  |
| 11. | Brazenhead                                                       | 6:28  |
| 12. | Drink to the Dead                                                | 5:58  |
| 13. | Spacegrass (live)                                                | 7:28  |